# کاستلنووو دلا دائونیا
کاستلنووو دلا دائونیا (به ایتالیایی: Castelnuovo della Daunia) یک کومونه در ایتالیا است که در استان فوجا واقع شده‌است.
 کاستلنووو دلا دائونیا ۶۱٫۴۹ کیلومتر مربع مساحت و ۱٬۴۱۴ نفر جمعیت دارد و ۶۰۰ متر بالاتر از سطح دریا واقع شده‌است.